# 헬리 란타넨
헬리 오르보키 란타넨(핀란드어: Heli Orvokki Rantanen, 1970년 2월 26일~)은 핀란드의 육상 선수로 주 종목은 창던지기이다. 1996년 하계 올림픽 여자 창던지기에서 금메달을 획득하면서 육상 종목에서 올림픽 금메달을 획득한 최초의 북유럽 여자 선수가 되었다.

## 경력
람미에서 태어난 란타넨은 1989년에 핀란드 청소년 국가대표로 발탁되었으며, 1990년 핀란드 국가대표로 발탁되었다. 1992년 바르셀로나에서 열린 1992년 하계 올림픽에 참가하여 예선에서 63.98m를 기록하여, 전체 5위로 결승에 진출했다. 결승전에서는 62.34m를 기록하면서 6위에 올랐다. 이듬해인 1993년에는 슈투트가르트에서 열린 1993년 세계 육상 선수권 대회에 참가하여 11위에 올랐다.
1996년 애틀랜타에서 열린 1996년 하계 올림픽에 참가하였으며, 이 대회는 란타넨이 선수 생활 중 가장 최고의 순간이다. 예선에서 66.54m를 기록하면서 전체 2위로 결승에 올랐으며 결승에서는 67.94m를 던져서 2위인 오스트레일리아의 루이즈 맥폴보다 2m 이상을 앞서 금메달을 획득했다.